# غلیل
غلیل (به لاتین: Ghalil) یک منطقهٔ مسکونی در افغانستان است که در ولسوالی خواهان واقع شده‌است.